# Ricardo de la Puente Bahamonde
Ricardo de la Puente Bahamonde (El Ferrol, province de La Corogne, 1895 - Ceuta, Maroc, 1936) était un aviateur et militaire espagnol, cousin germain du dictateur Francisco Franco.
Après une carrière au Maroc espagnol, il obtint le brevet de pilote et fut versé dans la force aérienne. Ne faisant pas mystère de ses opinions politiques de gauche, il entra par deux fois en conflit ouvert avec son cousin : une première lors de la révolution asturienne de 1934, où il refusa de mitrailler les ouvriers rebelles en dépit de l’ordre de Franco, alors chef d’état-major et chargé de la répression, et une deuxième fois au moment du coup d’État de juillet 1936, lorsque, commandant de l’aérodrome de Tétouan, il résista aux militaires putschistes et sabota les appareils sous sa tutelle avant de se rendre. Cette action lui valut une condamnation à mort, à laquelle Franco, quoique par personne interposée, donna froidement son consentement.

## Biographie

### Formation et première carrière au Maroc
Ricardo de la Puente vint au monde au sein d’une famille de 12 enfants et était par sa mère le cousin de Francisco Franco. Orphelin de père depuis très jeune, il fut recueilli par sa tante maternelle, c’est-à-dire par la mère de Franco, et passa son enfance aux côtés de son cousin germain, dans la même maison ferrolane,.
Il suivit à partir du 1er septembre 1911 une formation à l’Académie d’ingénieurs, à l’issue de laquelle il fut promu le 24 juin 1915 sous-lieutenant du génie et versé au régiment des chemins de fer, où il resta jusqu’en août 1918. À cette date, il reçut une nouvelle affectation au sein du Service de l’aéronautique au Maroc, et en décembre 1919 monta au grade de capitaine. Engagé dans la police indigène en 1922, il servit à Larache et dans la Mehala jusqu’en août 1923, et fut blessé lors d’une opération. Deux ans plus tard, il se vit décerner une médaille de « souffrance pour la patrie » (sufrimiento por la patria), puis plusieurs années après, une nouvelle décoration, la Croix de Marie-Christine, pour motif de guerre pendant son séjour en Afrique,.

### Révolution asturienne
En décembre 1923, il fut à nouveau destiné au Service de l’aéronautique, où il obtint le brevet de pilote en octobre 1926. Comme beaucoup d’autres officiers de l’aéronautique militaire, il manifesta clairement son adhésion aux idées de gauche. Après son ascension au grade de commandant en juillet 1934, il se vit confier la direction de l’aérodrome de Léon. Lors de la révolution des Asturies d’octobre 1934, il refusa d’exécuter l’ordre de bombarder les mineurs insurgés du bassin houiller asturien, ce qui lui valut d’être limogé de son poste par son cousin Franco, qui était alors, en sa qualité de chef d’état-major, chargé de mener la répression,,,.
Après la victoire du Front populaire en mars 1936, De la Puente, réhabilité en vertu de l’amnistie générale décrétée par Manuel Azaña, fut désigné chef de l’aérodrome de Sania R'mel, à proximité de Tétouan, dans le Protectorat du Maroc.

### Coup d’État de juillet 1936
Le soulèvement militaire du 17 juillet 1936 à Melilla surprit De la Puente alors qu’il était commandant de l’aérodrome de Tétouan-Sania R'mel, à une trentaine de kilomètres de Ceuta. L’aérodrome, construit en 1913, ne comportait qu’une seule piste, mais était d’importance primordiale dans la perspective d’accueillir d’éventuels renforts dépêchés par le gouvernement républicain légal. Il téléphona au haut commissaire du Maroc, Arturo Álvarez-Buylla Godino, resté loyal à la République, pour lui communiquer que son escadrille et lui-même resteraient eux aussi fidèles au gouvernement légal. Le 17 juillet, à sept heures de l’après-midi, De la Puente reçut l’ordre formel d’Álvarez-Buylla de se retrancher sur l’aérodrome et de repousser toute attaque des insurgés, notamment celle prévisible d’unités de la Légion et des Réguliers de Melilla ; Madrid en effet s’apprêterait à envoyer des avions de renfort et il y avait donc lieu de résister coûte que coûte. Le 18 juillet, De la Puente s’efforça d’empêcher le Dragon Rapide, qui devait transporter Franco des Canaries vers le Maroc, de se poser à Tétouan.  Alors que les avions de Madrid n’arrivaient toujours pas, De la Puente se maintint ferme sur ses positions, mit en détention plusieurs officiers impliqués dans le coup d’État, puis, avec ses subordonnés loyaux au gouvernement légal, qui étaient au nombre de 25 au total, se mit en devoir de préparer la défense, installant quatre mitrailleuses sur une tourelle, illuminant au moyen des phares de tous les véhicules disponibles la route par laquelle les troupes d’attaque étaient susceptibles d’arriver, et envoyant deux automobiles bloquer la route d’accès à l’aérodrome,. Bientôt, les forces coloniales marocaines sous le commandement du colonel Sáenz de Buruaga encerclèrent la base aérienne, mais furent stoppés par les mitrailleuses des défenseurs. Les assaillants se mirent alors à pilonner l'aérodrome, rendant vaine toute résistance des militaires légalistes, et De la Puente, après un siège de quelques minutes seulement, n’eut d’autre choix que d’arborer le drapeau blanc dès l’aube du 18 juillet,. Il fut expédié, en compagnie de huit autres officiers, à la citadelle d’El Hacho à Ceuta. Cependant, avant de rendre aux rebelles, De la Puente avait ordonné à ses hommes de mettre hors d’usage les Breguet 19 déployés sur la base, en crevant leur réservoir de carburant et leurs radiateurs, et en brisant leur train d’atterrissage,,. Les assaillants avaient eu pour leur part le souci de ne pas endommager la piste d’atterrisage, sur laquelle l’avion de Franco put effectivement se poser quelques heures plus tard. Celui-ci, vêtu en bourgeois et sans moustache, fut aussitôt informé de la mise aux arrêts de son cousin.

#### Jugement et exécution
Francisco Franco, venu à Tétouan pour assumer le commandement des troupes insurgées, fut mis au courant par les officiers rebelles de ce qui s’était produit et donna son consentement à ce que son cousin soit exécuté, encore qu’il ait délégué au général Orgaz, qui venait d’arriver des Canaries, le soin de signer la sentence de mort « à titre intérimaire », Franco s’étant en effet déclaré malade pour la durée d’un jour,,,. Ce fut là l’une des seules fois, note Bartolomé Bennassar, où les liens de la parentèle et du clan demeurèrent sans effet sur une prise de décision de Franco. Passé en jugement en procédure accélérée (« sumarísimo ») devant une cour militaire sur l’incrimination de trahison, privé d’une défense effective, il fut condamné à mort et fusillé le 4 août 1936 sur le Monte Hacho à Ceuta,. Le capitaine Bermúdez-Reyna et l’enseigne Sorroche, bien que condamnés à des peines d’emprisonnement, furent également exécutés, de même que le haut commissaire au Maroc Álvarez-Buylla en mars 1937.
Le 3 août 1936, le même jour où Orgaz confirma le verdict de mort, Franco fut admis comme membre au sein de la Junta de Defensa Nacional. Deux raisons ont été avancées pour expliquer pourquoi il ne chercha pas à sauver son cousin : d’abord, parce qu’il ne voulait pas déposer entre les mains de la Junta le « papelard » de requête de grâce d’un membre de sa famille, et ensuite parce qu’il entendait se montrer dur et inflexible à l’égard des républicains. Cette décision lui servit en outre à dissiper dans le chef des généraux rebelles tout doute quant à son engagement froid et désincarné en faveur de la cause nationaliste, de sorte que ces généraux finirent effectivement par le désigner lors de leur réunion du 1er octobre 1936 commandant suprême (generalísimo) et chef de l’État. C’était aussi une façon de signifier à ses hommes que la guerre qui commençait serait impitoyable et susceptible de mettre face à face des membres d’une même famille. Mais ce fut aussi comme la réalisation d’un vieux présage ; dans son livre-témoignage intitulé Historia de una disidencia, la nièce du Caudillo, Pilar Jaraiz Franco, la fille « socialiste » de Pilar Franco, sœur du Caudillo, note à propos des deux cousins : 

« Ils étaient plus frères que cousins, mais, à l’âge adulte, leurs différences idéologiques s’étaient exacerbées. Franco l’avait destitué de son poste pendant la révolution asturienne en octobre 1934. Et lors d’une de leurs fréquentes discussions, Franco s’était exclamé : "Un jour, il va me falloir te fusiller". »

Quand la mère de De la Puente, Carmen Bahamonde, décéda en 1943, sa mort fut abondamment commentée dans la presse de l’époque, mais aucune mention ne fut faite de Ricardo.
Dans les années 1980, Pilar Franco, sœur du Caudillo et compagne de jeu des deux cousins dans la vieille demeure ferrolane, s’est évertuée comme suit à justifier l’exécution de De la Puente : 

« Tous les hauts commandants observaient le Caudillo pour voir s’il pardonnait au cousin. Il n’eut pas d’autre possibilité que d’être inflexible. Cela démontre jusqu’à quel point il était conscient de son devoir et quel type d’amour il éprouvait pour l’Espagne. »